# De Timmerwerf

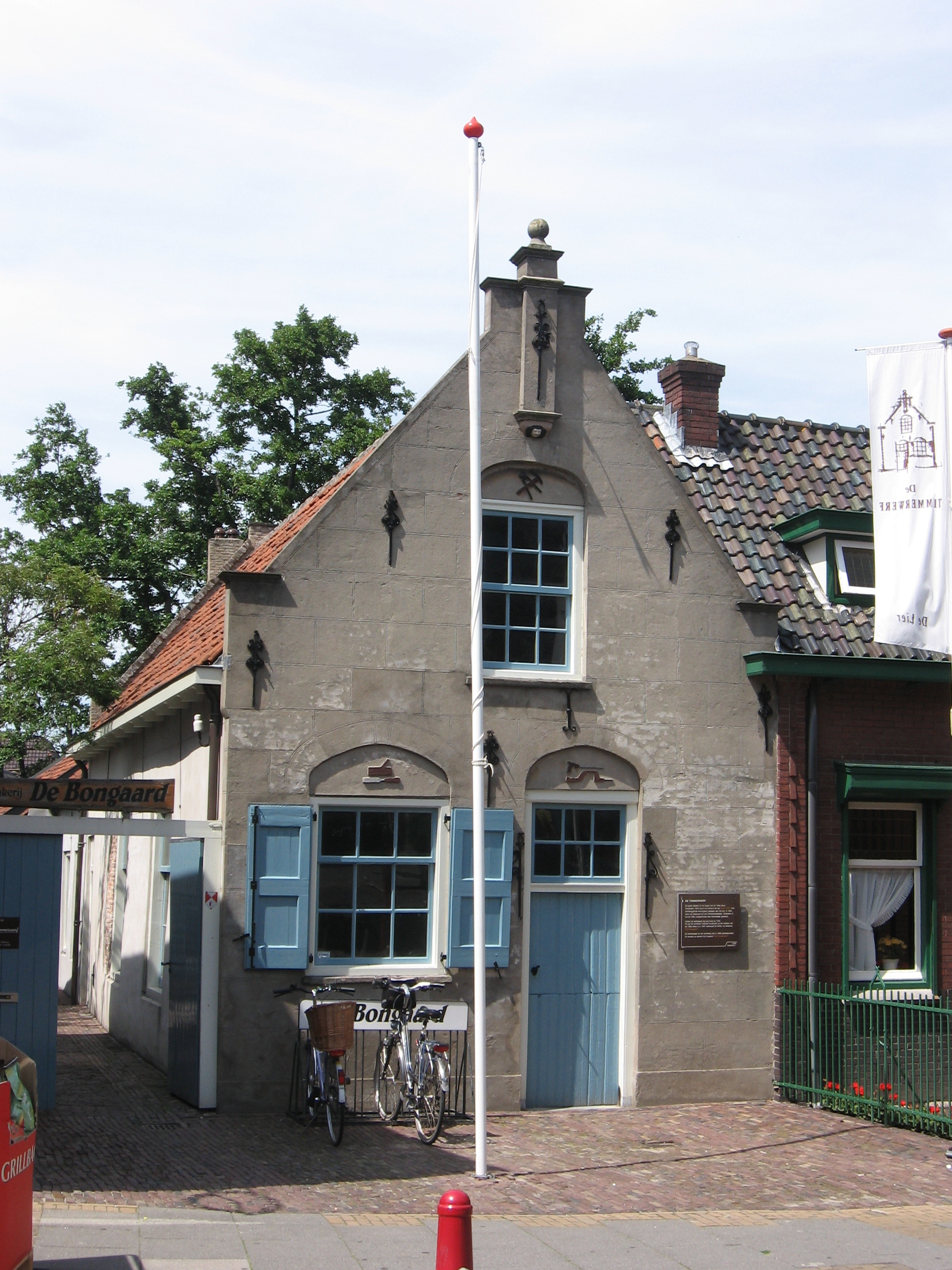
De Timmerwerf

De Timmerwerf is een museum en rijksmonument in De Lier. Het pand dateert uit 1642, maar er zijn delen die uit het eerste kwart van de 15e eeuw komen. Toen stond op deze plaats het Leien Huis: een stenen huis met leien op het dak. Het huis stond in die tijd bekend als een van de duurste huizen van het dorp.
Het timmerbedrijf bestaat uit een timmerwerkplaats welke aan de Hoofdstraat gelegen is, deze is van de eerste helft van de zeventiende eeuw. Hier tegenaan is een woning en een opslagruimte gebouwd, beide uit de achttiende eeuw.
Tussen 1642 en 1995 is in het pand onafgebroken het timmermansvak uitgeoefend.
De toenmalige gemeente De Lier kocht het pand en erf in 1996 en stelde deze beschikbaar aan de Stichting De Timmerwerf. In 1997 kreeg het pand de status van rijksmonument. Na een grondige restauratie in 1998 is de timmermanszaak ingericht als een timmermuseum. Op de grote zolder boven de woning worden wisseltentoonstelling gehouden over het timmervak, de geschiedenis van De Lier of andere verwante onderwerpen. Op het achtererf, in de voormalige houtloods uit midden 19e eeuw, gelegen aan het riviertje de Lee, is een theeschenkerij gevestigd.